# Macrocleptes tuberculipennis
Macrocleptes tuberculipennis là một loài bọ cánh cứng trong họ Cerambycidae.